# César for bedste udenlandske film
César for bedste udenlandske film er en Césarpris som er blevet uddelt hvert år siden 1976.

## Uddelinger
| År   | Film                           | Instruktør(er)                   | Land           |
| ---- | ------------------------------ | -------------------------------- | -------------- |
| 2019 | Shoplifters                    |                                  | Japan          |
| 2018 | Loveless                       |                                  | Rusland        |
| 2017 | Jeg, Daniel Blake              | Ken Loach                        | Storbritannien |
| 2016 | Birdman                        | Alejandro González Iñárritu      | USA            |
| 2015 | Mommy                          | Xavier Dolan                     | Canada         |
| 2014 | Alabama Monroe                 | Felix Van Groeningen             | Belgien        |
| 2013 | Operation Argo                 | Ben Affleck                      | USA            |
| 2012 | Nader og Simin - en separation | Asghar Farhadi                   | Iran           |
| 2011 | The Social Network             | David Fincher                    | USA            |
| 2010 | Gran Torino                    | Clint Eastwood                   | USA            |
| 2009 | Vals Im Bashir                 | Ari Folman                       | Israel         |
| 2008 | Das Leben der Anderen          | Florian Henckel von Donnersmarck | Tyskland       |
| 2007 | Little Miss Sunshine           | Jonathan Dayton, Valerie Faris   | USA            |
| 2006 | Million Dollar Baby            | Clint Eastwood                   | USA            |
| 2005 | Lost in Translation            | Sofia Coppola                    | USA            |
| 2004 | Mystic River                   | Clint Eastwood                   | USA            |
| 2003 | Bowling for Columbine          | Michael Moore                    | USA            |
| 2002 | Mulholland Drive               | David Lynch                      | USA            |
| 2001 | Fa yeung nin wa                | Wong Kar-Wai                     | Hongkong       |
| 2000 | Todo sobre mi madre            | Pedro Almodóvar                  | Spanien        |
| 1999 | La vita è bella)               | Roberto Benigni                  | Italien        |
| 1998 | Brassed Off                    | Mark Herman                      | Storbritannien |
| 1997 | Breaking the Waves             | Lars von Trier                   | Danmark        |
| 1996 | Land and Freedom               | Ken Loach                        | Storbritannien |
| 1995 | Four Weddings and a Funeral    | Mike Newell                      | Storbritannien |
| 1994 | The Piano                      | Jane Campion                     | New Zealand    |
| 1993 | Tacones lejanos                | Pedro Almodóvar                  | Spanien        |
| 1992 | Toto le héros                  | Jaco van Dormael                 | Belgien        |
| 1991 | Døde poeters klub              | Peter Weir                       | USA            |
| 1990 | Dangerous Liaisons             | Stephen Frears                   | USA            |
| 1989 | Bagdad Café                    | Percy Adlon                      | Vesttyskland   |
| 1988 | The Last Emperor               | Bernardo Bertolucci              | Italien        |
| 1987 | Rosens navn                    | Jean-Jacques Annaud              | Vesttyskland   |
| 1986 | The Purple Rose of Cairo       | Woody Allen                      | USA            |
| 1985 | Amadeus                        | Milos Forman                     | USA            |
| 1984 | Fanny och Alexander            | Ingmar Bergman                   | Sverige        |
| 1983 | Victor Victoria                | Blake Edwards                    | Storbritannien |
| 1982 | Elefantmanden                  | David Lynch                      | Storbritannien |
| 1981 | Kagemusha                      | Akira Kurosawa                   | Japan          |
| 1980 | Manhattan                      | Woody Allen                      | USA            |
| 1979 | L'Albero degli zoccoli         | Ermanno Olmi                     | Italien        |
| 1978 | Una giornata particolare       | Ettore Scola                     | Italien        |
| 1977 | C'eravamo tanto amati          | Ettore Scola                     | Italien        |
| 1976 | Profumo di donna               | Dino Risi                        | Italien        |